# Slabá kardinální mocnina
Slabá kardinální mocnina je matematický pojem z oboru teorie množin, konkrétněji z oboru kardinální aritmetiky.

## Definice
Jsou-li {\displaystyle \kappa \,\!} a {\displaystyle \lambda \,\!} dvě kardinální čísla, pak jejich slabou kardinální mocninu označujeme symbolem {\displaystyle \kappa ^{<\lambda }\,\!} a definujeme vztahem

{\displaystyle \kappa ^{<\lambda }=\sum _{\mu <\lambda }\kappa ^{\mu }\,\!} , tj. jako součet všech kardinálních mocnin {\displaystyle \kappa \,\!} s exponentem menším než {\displaystyle \lambda \,\!}.

## Motivace pro zavedení
Při řešení otázek týkajících se mohutnosti množin se zavádějí dvě speciální podmnožiny potenční množiny:
- {\displaystyle [X]^{\lambda }=\{Y\subseteq X:|Y|=\lambda \}\,\!}
- {\displaystyle [X]^{<\lambda }=\{Y\subseteq X:|Y|<\lambda \}\,\!}

Řečeno lidsky: množina všech podmnožin množiny {\displaystyle X\,\!} s mohutností přesně {\displaystyle \lambda \,\!} a množina všech podmnožin množiny {\displaystyle X\,\!} s mohutností menší než {\displaystyle \lambda \,\!}
Otázku, jakou má taková množina mohutnost, zodpovídá ve druhém případě právě slabá kardinální mocnina:

Pokud platí {\displaystyle |X|=\kappa \,\!} a  {\displaystyle \lambda \leq \kappa ^{+}\,\!} (symbol {\displaystyle \kappa ^{+}\,\!} je nejmenší kardinální číslo větší než {\displaystyle \kappa \,\!}), potom

{\displaystyle |[X]^{<\lambda }|=\kappa ^{<\lambda }\,\!}

## Příklad použití
V článku Kardinální aritmetika je vidět, jak málo toho lze zjistit o chování kardinální mocniny, pokud k axiomům Zermelo-Fraenkelovy teorie množin nepřidáme zobecněnou hypotézu kontinua nebo nějaké jí podobné tvrzení.
Alespoň částečnou představu o průběhu kardinálních mocnin dvojky dává pro regulární kardinály funkce gimel, pro singulární kardinály pak funkce gimel v kombinaci se slabou kardinální mocninou:
Je-li {\displaystyle \aleph _{\alpha }\,\!} singulární kardinál, {\displaystyle \beta <\alpha \,\!} takové, že pro každé {\displaystyle \beta \leq \gamma <\alpha \,\!} platí {\displaystyle \aleph _{\gamma }=\aleph _{\beta }}, potom

{\displaystyle 2^{\aleph _{\alpha }}=2^{\aleph _{\beta }}=2^{<\aleph _{\alpha }}\,\!}
Je-li {\displaystyle \aleph _{\alpha }\,\!} singulární kardinál a pro každé {\displaystyle \beta <\alpha \,\!} existuje {\displaystyle \beta <\gamma <\alpha \,\!}, pro které platí {\displaystyle \aleph _{\gamma }>\aleph _{\beta }}, potom

{\displaystyle 2^{\aleph _{\alpha }}=\gimel (2^{<\aleph _{\alpha }})\,\!}